# Bagnols-les-Bains
Bagnols-les-Bains ist eine ehemalige französische Gemeinde mit 257 Einwohnern (Stand: 1. Januar 2022) im Département Lozère in der Region Okzitanien.
Bagnols-les-Bains wurde mit Wirkung vom 1. Januar 2017 mit den Gemeinden Belvezet, Le Bleymard, Chasseradès, Mas-d’Orcières und Saint-Julien-du-Tournel zu einer Commune nouvelle mit dem Namen Mont Lozère et Goulet zusammengeschlossen, wo sie seither über den Status einer Commune déléguée verfügt.

## Weblinks

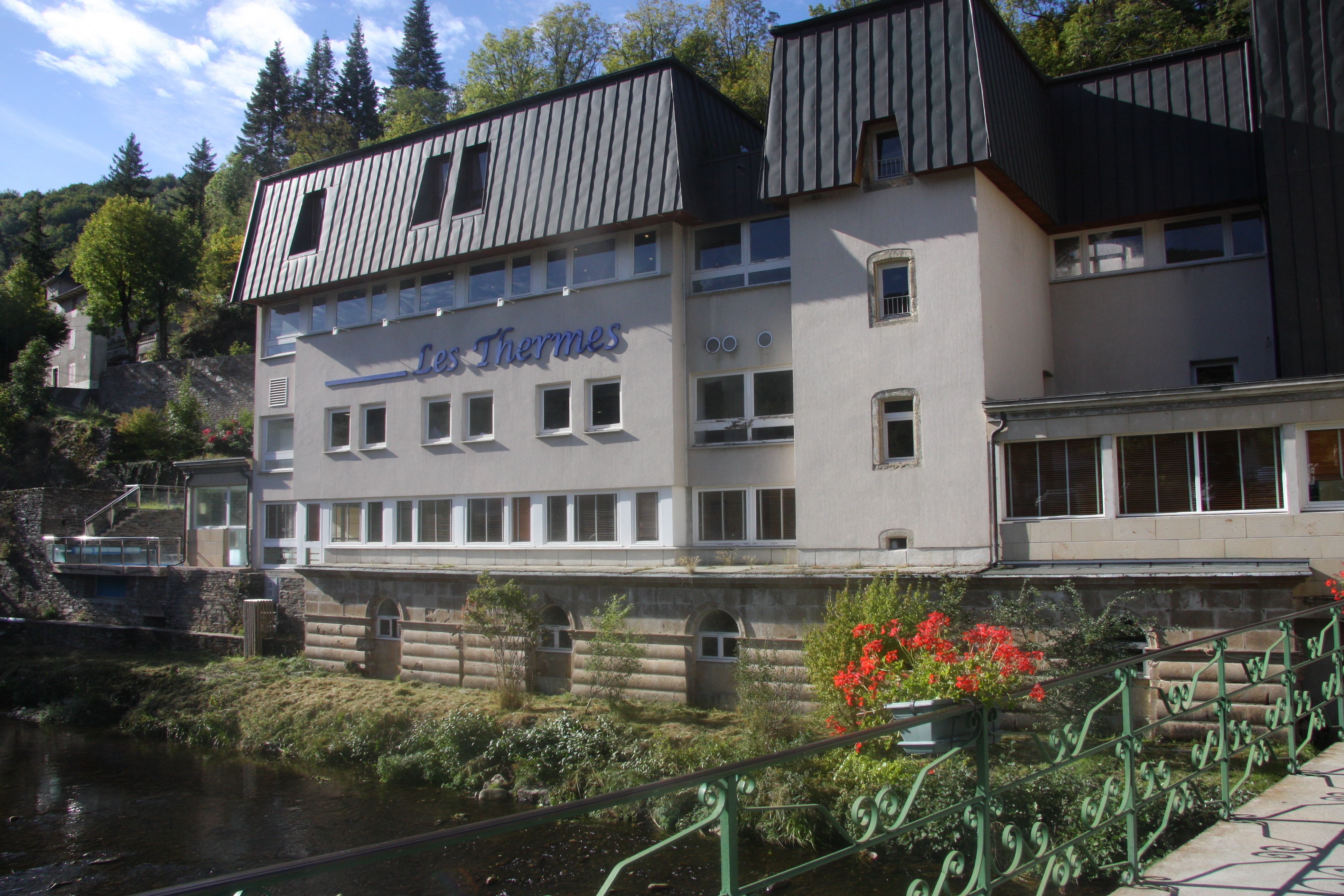
Thermalbad

## Geographie
Bagnols-les-Bains ist ein Thermenort am Oberlauf des Flusses Lot, nördlich des Gebirgsmassivs des Mont Lozère am nördlichen Rand des Nationalpark Cevennen.